# Thường Tín (xã)
Thường Tín là một xã thuộc thành phố Hà Nội, Việt Nam.

## Địa lý
Thị trấn Thường Tín là trung tâm của huyện Thường Tín, có vị trí địa lý:
- Phía bắc giáp xã Văn Bình
- Phía đông giáp xã Hà Hồi
- Phía nam giáp xã Quất Động
- Phía tây giáp xã Văn Phú.

## Lịch sử
Thị trấn Thường Tín được thành lập năm 1988 trên cơ sở một phần diện tích tự nhiên và dân số của các xã Văn Bình, Văn Phú và Hà Hồi.
Ngày 16 tháng 6 năm 2025, Quốc hội Việt Nam quyết định sắp xếp toàn bộ diện tích tự nhiên, quy mô dân số của thị trấn Thường Tín, các xã Tiền Phong  Hiền Giang, Hòa Bình, Nhị Khê, Văn Bình, Văn Phú, một phần xã Khánh Hà (huyện Thường Tín), và một phần xã Đại Áng huyện Thanh Trì thành xã mới có tên gọi là xã Thường Tín.

## Kinh tế
Nền kinh tế xã chủ yếu là kinh doanh dịch vụ. Ngành dịch vụ, thương mại, xây dựng chiếm 90%, nông nghiệp và công nghiệp chiếm 10%.
Trên địa bàn xã Thường Tín có tuyến Quốc lộ 1 đi qua, tạo điều kiện thuận lợi cho việc kinh doanh buôn bán. Xã Thường Tín có chợ Vồi là chợ đầu mối cung cấp lương thực thực phẩm, hàng hoá cho thủ đô Hà Nội và các vùng lân cận.

## Xã hội

### Giáo dục

#### THPT
- Trường THPT Thường Tín.
- Trường THPT Phùng Hưng
- Trung tâm Giáo dục thường xuyên - Giáo dục nghề nghiệp huyện Thường Tín

#### THCS
- Trường THCS thị trấn Thường Tín
- Trường THCS Nguyễn Trãi A
- Trường THCS Thường Tín - cơ sở 2
- Trường THCS thị trấn Thường Tín - cơ sở 3 (đang xây dựng).

#### Tiểu học
- Trường Tiểu học Nguyễn Du (tên cũ: Trường Tiểu học thị trấn Thường Tín).

#### Mầm non
- Trường Mầm non Hoa Sen.

### Y tế
Có Bệnh viện Thường Tín nằm trên đường tỉnh lộ 427 và là bệnh viện chữa trị chuyên khoa chung của huyện Thường Tín và các địa phương lân cận.

## Giao thông
Tại đây có nhà ga xe lửa đầu tiên nằm ngoài phạm vi nội thành Hà Nội trên tuyến đường sắt Bắc - Nam có tên là ga Thường Tín. Thị trấn được tạo bởi thành phần chính là hai tuyến giao lộ cắt nhau ngay cạnh ga Thường Tín là tỉnh lộ 427 - đường 71 và Quốc lộ 1.
Hai tuyến đường chính của xã Thường Tín là đường Trần Phú và đường Trần Nhật Duật. Đường Trần Phú bắt đầu từ ngã ba Thường Tín (Quốc lộ 1) cắt tuyến đường sắt Bắc - Nam cho đến ngã ba Văn Phú thì tách ra. Đường này còn cắt với các tuyến đường ở thị trấn, bao gồm: Danh Hương, Tả Môn, Nguyễn Du, Nguyễn Trãi và có tuyến xe buýt 94 (BX Giáp Bát - TT Kim Bài) và 125 (BX Thường Tín - Tế Tiêu). Điểm đầu của đường Trần Nhật Duật tại cầu Dừa, gần Khu đất dịch vụ Nhà ở Văn Bình và kết thúc ở Quốc lộ 1 (gần đường vào ga Thường Tín, còn gọi là ngã ba Phố Ga). Có tuyến xe buýt 06B (BX Giáp Bát - Hồng Vân) và tuyến 206 (BX Giáp Bát - Phủ Lý) chạy qua.